# Opius kyotoensis
Opius kyotoensis är en stekelart som beskrevs av Fischer 2001. Opius kyotoensis ingår i släktet Opius och familjen bracksteklar. Inga underarter finns listade i Catalogue of Life.